# Oportunitetni trošak
Oportunitetni trošak ili tzv. trošak propuštene prilike je ekonomski pojam vezan za teoriju izbora. To je termin koji se koristi za izražavanje vrijednosti određenog dobra nasuprot drugog. Ekonomisti tvrde da trošak jednog dobra predstavlja ono čega smo se odrekli da bismo to dobro sebi priuštili. 
Kako su resursi u ekonomiji oskudni ljudi, poduzeća moraju birati između različitih mogućnosti (npr. u proizvodnji). Tako izborom jedne opcije propuštaju druge prilike. Oportunitetni trošak vrijednost je najbolje propuštene (neiskorištene) prilike, zajedno s njezinim posljedicama.